# Asklepiodotos (Militärschriftsteller)
Asklepiodotos ist der in einem Florentiner Codex (Codex Laurentianus 55) und den davon abgeleiteten Handschriften benannte Verfasser eines Abrisses über militärische Taktik aus dem 1. Jahrhundert v. Chr. (Asklepiodotou philosophou taktika kephalaia).
Die aus 12 Kapiteln bestehende Schrift behandelt in knapper Form die taktischen Grundlagen der hellenistischen Makedonischen Phalanx. Sie wird ausgiebig von Aelian zitiert und muss, wenn sie nicht ihrerseits lediglich ein Auszug des aelianischen Traktats ist, spätestens im 1. Jahrhundert entstanden sein. Sie wäre damit die älteste noch erhaltene militärwissenschaftliche Abhandlung in griechischer Sprache. Wegen der stark komprimierten Darstellung und weil das Werk sonst nirgends erwähnt wird, besteht die Vermutung, dass es sich bei dem überlieferten Text um eine von Asklepiodotos herausgegebene Kurzfassung einer Schrift oder Vorlesung eines anderen Verfassers handelt. Da Seneca mehrfach einen Asklepiodotos als Hörer und Vermittler der Vorträge des Philosophen und Universalgelehrten Poseidonios erwähnt (Sen. nat. quaest. II 26, 6; VI 17, 3 u.ö.), könnte es sich bei den Taktika des Asklepiodotos um eine Zusammenfassung der Lehren des Poseidonios zu diesem Thema handeln.

## Textausgaben und Übersetzungen
- Hermann Köchly und Wilhelm Rüstow: Griechische Kriegsschriftsteller. Band 2, Teil 1, Leipzig 1855 (Digitalisat)
- Military Essays: Aeneas Tacticus, Asclepiodotus, and Onasander. Harvard 1987, ISBN 0-674-99172-9
- Lucien Poznanski (Hrsg.): Asclépiodote. Traité de tactique. Paris 1992, ISBN 2-251-00394-0 (griechischer Text und französische Übersetzung)
- Kai Brodersen: Arrianos / Asklepiodotos: Die Kunst der Taktik. Griechisch und deutsch, Sammlung Tusculum, De Gruyter, Berlin 2017, ISBN 978-3-11-056216-3 (Neuausgabe mit deutscher Übersetzung und ausführlicher Einleitung)